# CoRoT-2
CoRoT-2は、わし座の方角に地球から約880光年の位置にある、黄色の主系列星である。

## 特徴
視等級は12等で、肉眼では見えないが、暗く透明度の高い夜空であれば、アマチュア用の中型の望遠鏡でも観測することができる。
太陽よりも若干質量が小さく、表面温度も低いが、光球面には太陽よりも大きい黒点が現れており、太陽よりも活発な恒星磁場活動が起きていると予想される。
2MASS J19270636+0122577を伴星とする二重星であることが知られている。VLTの高分散分光装置による観測で、この2つの恒星の視線速度はおおよそ同じで、過去の観測をたどっても2つの恒星の位置関係に変化が見られないことから、同一星系にある真の連星であると結論付けられた。

## 惑星系
2007年12月20日、トランジット法によって、CoRoT-2の周りを公転する太陽系外惑星CoRoT-2bが発見された。
COROTミッションによって発見された2番目の太陽系外惑星で、発見後はトランジットの際の減光を多波長で精密に測定することで、質量が木星の約3.5倍と推定された。半径は木星の1.5倍と、中心星からの輻射熱によって外層が膨らんでいると考えたとしても大きく、潮汐摩擦が起きている可能性がある。そうだとすると、CoRoT-2bの他に惑星が存在することが期待できる。
CoRoT-2bは、中心星の周りを約1.7日で周回し、公転の方向は恒星に順行となっている。トランジットは、約136分間発生する。
| 名称 （恒星に近い順） | 質量           | 軌道長半径 （天文単位） | 公転周期 (日)         | 軌道離心率      | 軌道傾斜角    | 半径             |
| --------------------- | -------------- | ----------------------- | --------------------- | --------------- | ------------- | ---------------- |
| b                     | 3.47 ± 0.22 MJ | 0.02798 ± 0.00080       | 1.7429935 ± 1.0 ×10−6 | 0.0143 ± 0.0077 | 88.08 ± 0.18° | 1.466 ± 0.044 RJ |